# Fort Wayne Zollner Pistons 1945-1946
La stagione 1945-1946 dei Fort Wayne Zollner Pistons fu la 5ª nella storia della franchigia.
I Fort Wayne Zollner Pistons arrivarono primi in stagione regolare in Eastern Division con un record di 26-8, qualificandosi per i play-off. In semifinale persero contro i Rochester Royals (3-1), futuri campioni.

## Roster
|  | Naz.                   | Ruolo | Sportivo        | Anno | Alt. | Peso |  |
|  | ---------------------- | ----- | --------------- | ---- | ---- | ---- |  |
|  | Stati Uniti (bandiera) | G     | Bobby McDermott | 1914 | 180  | 82   |  |
|  | Stati Uniti (bandiera) | C     | Ed Sadowski     | 1917 | 196  | 109  |  |
|  | Stati Uniti (bandiera) | G     | Buddy Jeannette | 1917 | 180  | 79   |  |
|  | Stati Uniti (bandiera) | AC    | Jake Pelkington | 1916 | 198  | 100  |  |
|  | Stati Uniti (bandiera) | GA    | Chick Reiser    | 1914 | 180  | 75   |  |
|  | Stati Uniti (bandiera) | AC    | Jerry Bush      | 1914 | 191  | 91   |  |
|  | Stati Uniti (bandiera) | GA    | Charley Shipp   | 1913 | 185  | 91   |  |
|  | Stati Uniti (bandiera) | AC    | Bob Synnott     | 1912 | 191  | 86   |  |
|  | Stati Uniti (bandiera) | AC    | Bob Kinney      | 1920 | 198  | 98   |  |
|  | Stati Uniti (bandiera) | GA    | Bob Tough       | 1920 | 183  | 84   |  |
|  | Stati Uniti (bandiera) | GA    | Herm Schaefer   | 1918 | 183  | 79   |  |
|  | Stati Uniti (bandiera) | A     | Gus Doerner     | 1922 | 188  | 86   |  |
|  | Stati Uniti (bandiera) | GA    | Curly Armstrong | 1918 | 180  | 77   |  |

## Staff tecnico
- Allenatore: Bobby McDermott